# Constanzana
Constanzana és un municipi de la província d'Àvila, a la comunitat autònoma de Castella i Lleó. Limita amb els municipis de Jaraices, Cabezas de Alambre, Donjimeno, Cabizuela, Papatrigo, Narros de Saldueña, Collado de Contreras, Fontiveros, Cantiveros, Bernuy-Zapardiel i Fuente el Sauz.